# Opus quadratum
Opus quadratum ("trabalho esquadrado") é uma antiga técnica de construção romana, na qual blocos quadrados de pedra da mesma altura eram colocados em cursos paralelos, na maioria das vezes sem o uso de argamassa. O autor latino Vitrúvio descreveu a técnica.